# Футхо
Футхо́ (вьет. Phú Thọ, тьы-ном 富寿) — провинция в северной части Вьетнама, примерно в 80 км от Ханоя. Площадь составляет 3 532 км²; население по данным на 2009 год — 1 313 926 человек. Административный центр — город Вьетчи.

## География и климат

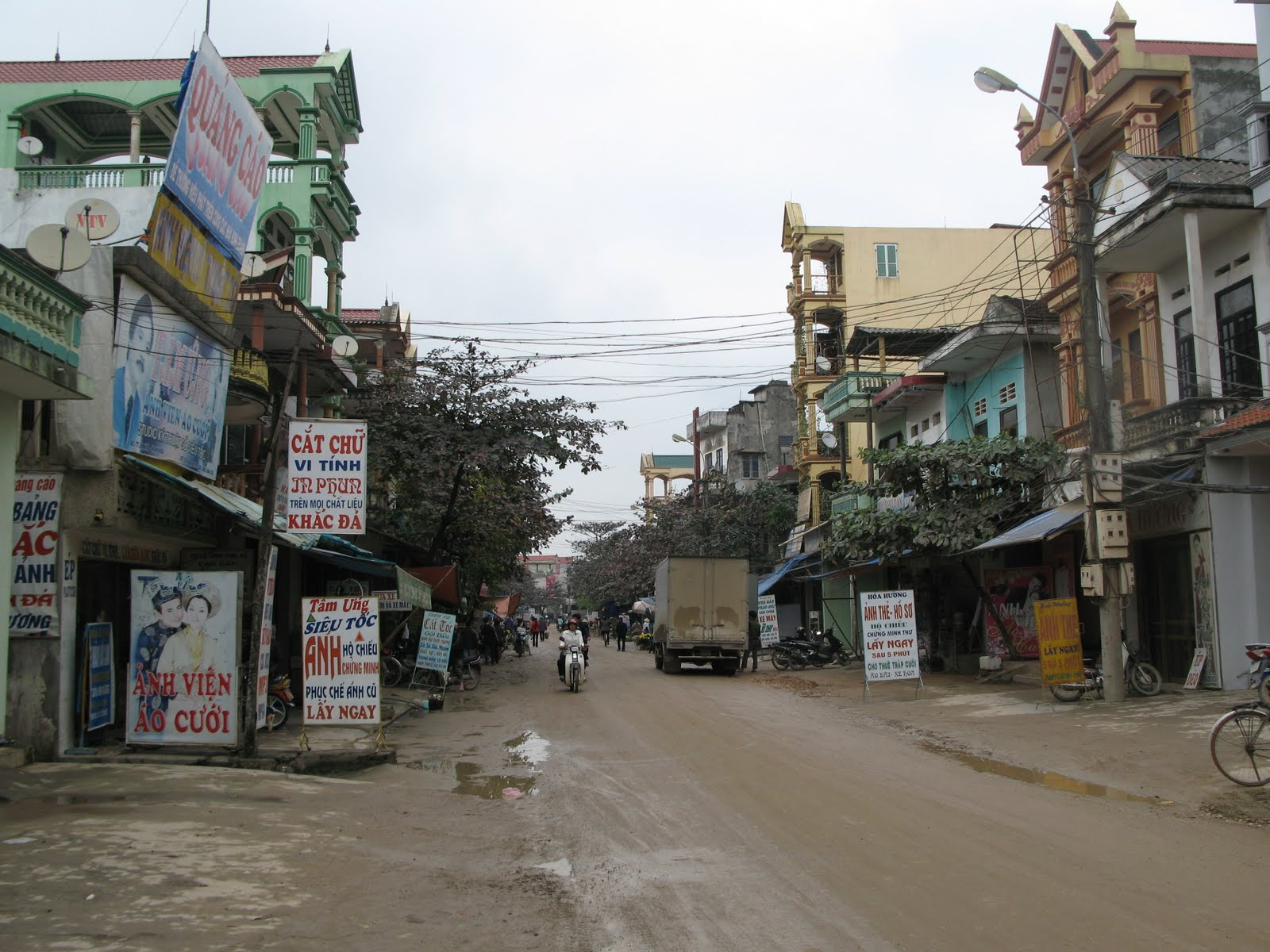
Городок Хахоа

Провинция расположена в центральной части северного Вьетнама, на слиянии крупных рек Хонгха (Красная) и Да (Чёрная). На территории Футхо находится национальный парк Суаншон, площадью 150,48 км². На территории парка обитает 282 вида фауны, включая 23 вида амфибий, 30 видов рептилий, 168 видов птиц и 61 вид млекопитающих.
Климат характеризуется как тропический муссонный. Среднегодовая температура составляет 23,5 °С, средний уровень осадков — 1600—1800 мм. Сезон муссонов продолжается с мая по октябрь; самый дождливый месяц — август, самый засушливый — январь.

## Население
По данным на 2009 год население провинции составило 1 313 926 человек, средняя плотность населения: 372,01 чел./км². Доля женщин: 51,62 %; мужчин: 48,38 %. Городское населения: 15,97 %.

## Административное деление
В административном отношении делится на:
- 1 город провинциального подчинения Вьетчи (Việt Trì),
- 1 город Футхо (Phú Thọ)
- и 11 уездов.

## Экономика и транспорт

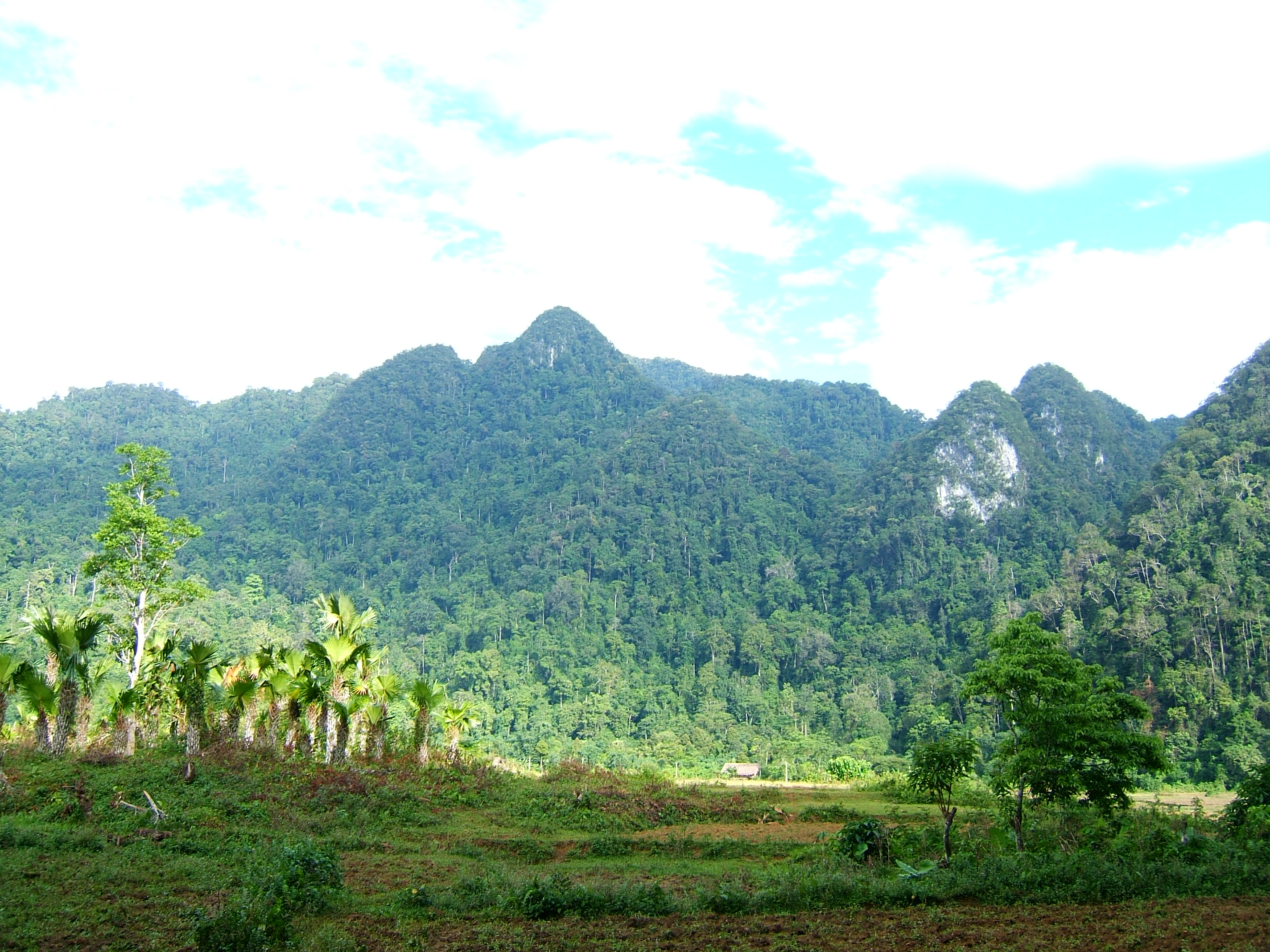
Национальный парк Суаншон

Основу экономики составляет сельское хозяйство. Важнейшей экспортной культурой является чай.
Через провинцию проходит национальное шоссе № 2 (Куньмин — Ханой); № 32А (Ханой — Хоабинь) и № 32С (Ханой — Лаос). Через Футхо также проходит и железнодорожная ветка их китайского Куньмина в Ханой и долее в Хайфон. Город Вьетчи — крупный речной порт.